# Charles Pinot Duclos
Charles Pinot Duclos (født 12. februar 1704, død 26. marts 1772) var en fransk forfatter.
Duclos blev født i Dinan, i Bretagne. Som ung blev han sendt til Paris for at studere. Efter en periode med udsvævelser begyndte han at opsøge de mest berømte af tidens fashionable litterære hoveder. Han blev medlem af fællesskabet af unge begavelser som udgav deres forsøg i den lettere litteratur under titler som Recueil de ces messieurs, Étrennes de la saint Jean, Œufs de Pâques, etc. Hans romance om Acajou et Zirphile, forfattet til at følge en serie af illustrationer som var blevet stukket til et andet litterært værk. blev til på grund af et slags væddemål medlemmerne imellem. Duclos havde tidligere skrevet to andre romancer, som blev væsentligt bedre modtaget – Baronessen af Luz (1741), og Grev ****s bekendelser (1747).
Duclos' første alvorligere udgivelse var hans Ludvig 11. af Frankrig historie, som i en tør epigrammatisk stil viser betydelige evner indenfor research og neutralitet. Hans berømmelse som forfatter blev endelig sikret med udgivelsen af hans Considérations sur les mœurs de ce siècle (1751), et arbejde der blev prist af Jean-François de la Harpe for at indeholde en imponerende mængde geniale overvejelsers. Som følge af hans historie om Ludvig 11. blev han udnævnt til kongelig historiograf da dette embede blev ledigt efter at Voltaire var rejst til Preussen. Hans Hemmelige memoirer fra Ludvig 14. og Louis 15.s regeringer (i hvilken han var i stand til at anvende Louis de Rouvroy, duc de Saint-Simons Mémoires der var blevet forbudte i 1755), blev ikke udgivet før efter den franske revolution.
Han blev medlem af Académie française i 1747. Allerede i 1744 havde borgerne i Dinan udnævnt ham til deres borgmester, på trods af at han boede i Paris. På grund af dette embede kunne han deltage i Bretagnes stænderforsamling, hvorefter han blev adlet af kongen. 
Som følge af en strid med nogle adelige blev han dog tvunget i kortvarig eksil i 1763. Han rejste til England og siden Italien i 1766. Han døde i Paris.